# Cukoralkoholok

A D-szorbit, egy cukoralkohol

A cukoralkoholok (más néven alditok vagy alditolok) a szénhidrátok redukciójakor képződő polialkoholok (többértékű alkoholok). A folyamat során a cukrok oxocsoportja (aldehid- vagy ketocsoport) alakul alkoholos hidroxilcsoporttá. A cukoralkoholok színtelen kristályos vegyületek. Vízben jól, alkoholban kevésbé oldódnak, éterben oldhatatlanok. Számos cukoralkohol édes ízű. A természetben is megtalálható néhány cukoralkohol a növényekben, ezek a D-glucit vagy szorbit, a D-mannit és a D-galaktit vagy dulcit. Gyakorlati szempontból a szorbit a legfontosabb, amit édesítőszerként használnak.

## Képződésük cukrokból
A cukoralkoholok akkor képződnek, ha a monoszacharidok (nyílt láncú alakjában található) oxocsoportja (aldehid- vagy ketocsoportja) alkoholos hidroxilcsoporttá redukálódik. A folyamat már enyhe reduktív behatáskor is lejátszódik. A reakció során a cukor labilis laktolgyűrűje először felnyílik (a szénhidrátok oldatában mindig megtalálható valamennyi nyílt láncú alak), és megjelenik a cukor szabad oxocsoportja. A cukrok nátriumamalgámmal híg savas közegben, vagy katalitikus hidrogénezéssel redukálhatók.
Az aldózok reakciójakor a molekulában található aszimmetriacentrumok száma nem változik, de a ketózok redukciójakor új kiralitáscentrum alakul ki. Ezért az aldózok redukciójakor csak egyféle cukoralkohol képződik (például a D-glükózból csak D-szorbit, a D-mannózból csak D-mannit), a ketózok redukciójakor viszont két, egymással sztereoizomer cukoralkohol. A D-fruktóz redukciójakor például körülbelül egyforma mennyiségben keletkezik D-szorbit és D-mannit. Ezek a vegyületek nem enantiomerek, mert csak egy (a 2-es számú) aszimmetriacentrumuk konfigurációjában különböznek. Az ilyen sztereoizomerpárokat epimereknek nevezik.

## Elnevezésük, csoportosításuk
A cukoralkoholok különböző triviális neveket kaptak az alapján, hogy hány szénatomosak és milyenek bennük az aszimmetriacentrumuk konfigurációi. A cukoralkoholok nevét a megfelelő szacharid tövéhez kapcsolt „-it” szótaggal képezzük (az angol nevezéktan az „-itol” végződést használja). A hat szénatomos cukoralkoholok összefoglaló neve hexit, az öt szénatomosoké pentit, a négy szénatomosoké tetrit.